# Mars (Fritz Zorn)
Mars ist ein autobiografischer Bericht von Fritz Zorn (Pseudonym von Fritz Angst (1944–1976)), mit einem Vorwort von Adolf Muschg. Die Erstausgabe erschien 1977 kurz nach dem Tod des Autors. Es gab viele Neuauflagen.

## Inhalt und Rezeption
«Ich bin jung und reich und gebildet; und ich bin unglücklich, neurotisch und allein». Mit diesen Worten beginnt der Lebensbericht von Fritz Zorn. In drei Kapiteln schildert der Autor sein verpfuschtes Leben, das er als Sohn einer vermögenden Familie an der Zürcher Goldküste beginnt. In dieser Familie ist ein «harmonisches» Nebeneinanderleben oberste Zielsetzung. Zu diesem Zweck wird jeglichen Auseinandersetzungen aus dem Weg gegangen. So werden Reiche als «recht» bezeichnet, Arme als «einfach»; Gespräche über Gott, Politik oder Sexualität sind tabu, und auch Streitigkeiten werden möglichst vermieden. Dies geht so weit, dass Zorns Mutter sich gegen das Frauenstimmrecht ausspricht, nur um ihrem Mann nicht widersprechen zu müssen. Während der jugendliche Gymnasiast und Student im ersten Kapitel Mars im Exil in einer ihm unbewussten Depression dahindämmert, wird dem Ich-Erzähler in den beiden folgenden Kapiteln Ultima necat und Ritter, Tod und Teufel schlagartig klar, dass er als Erwachsener von einer unheilbaren Krebserkrankung betroffen wurde. Im Folgenden behauptet Zorn, sein Krebs sei psychosomatischen Ursprungs, seine Erziehung sei krebserregend, und er sei «zu Tode erzogen worden». Zorn erhebt Anspruch auf ein Leben, das er nicht gelebt hat: Er war zwar nach einem Sprachstudium Gymnasiallehrer für Spanisch und Portugiesisch geworden, blieb aber depressiv und hatte weder Freunde, Liebesbeziehungen noch sexuelle Kontakte. Abschliessend erklärt er sich als «im Zustand des totalen Krieges.»
In seinem ausführlichen Vorwort schildert der Schriftsteller Adolf Muschg, wie er in den letzten Lebenstagen von Fritz Zorn auf dessen Manuskript gestossen war. Muschg drängte auf eine Veröffentlichung, die nach anfänglichem Zögern vom Verlag bestätigt wurde und einige Stunden vor dem Tod des Verfassers diesem noch mitgeteilt werden konnte. Der ebenfalls an der Zürcher Goldküste aufgewachsene Muschg zieht Vergleiche mit seiner eigenen Kindheit und Jugend und schliesst mit den Worten: «Wir werden weiter so sterben, wenn wir weiter so leben. Das ist das wirklich Erschütternde an diesem Buch.»
Mars wurde in mehrere Sprachen übersetzt, darunter Französisch, Englisch und Spanisch (unter dem Titel «Bajo el signo de Marte»). In den 1980er Jahren wurde es in der Schweiz zu einem Kultbuch, auch im Umfeld der Zürcher Jugendunruhen. Der Stoff wurde verschiedentlich für die Bühne bearbeitet, unter anderem von Johann Kresnik (1983) und Hansjörg Schertenleib (1993), und 1988 unter dem Titel Angoisse et colère von Alex und Daniel Varenne als Graphic Novel umgesetzt.

## Ausgaben
- Fritz Zorn: Mars. «Ich bin jung und reich und gebildet; und ich bin unglücklich, neurotisch und allein…» Mit einem Vorwort von Adolf Muschg. Kindler, München 1977, ISBN 3-463-00693-6.
- Fritz Zorn: Mars. Fischer Taschenbuch, Frankfurt am Main 1979, ISBN 3-596-22202-8.